# Людина почету
Людина почету — радянський художній фільм 1987 року, знятий на Ризькій кіностудії.

## Сюжет
Мітя Родіонцев, співробітник НДІ, довгий час входив до близького оточення секретаря директора Аглаї Андріївни (Вія Артмане) і відчував себе добре захищеним від примх долі. Але одного разу його не запросили на щотижневе чаювання в приймальні…

## У ролях
- Вія Артмане — Аглая Андріївна
- Валентина Теличкіна — Віка
- Дальвін Щербаков — Мітя Родіонцев
- Андрій Ільїн — Санін
- Ернст Романов — Андрій Іванович
- Віра Бикова-Піжель — Галя, дружина Родіонцева
- Віктор Плют — Кочеров
- Борис Аханов — Вася
- Петеріс Лієпіньш — чоловік Вікі
- Інгуна Степране — Марія
- Мілена Гулбе — епізод
- Гунта Гріва — дівчина Саніна
- Лелде Вікмане — епізод
- Микола Гравшин — завгосп
- Олеся Малахова — епізод
- Ірина Єгорова — епізод
- Інесса Сауліте — епізод

## Знімальна група
- Режисер — Андріс Розенберг
- Сценарист — Валерій Тодоровський
- Оператор — Валдіс Еглітіс
- Композитор — Юріс Карлсонс
- Художник — Ієва Романова